# La saga de los ancestros
La Saga de los Ancestros (en inglés The Five Ancestors) es la saga de literatura juvenil del escritor estadounidense Jeff Stone. La saga consta de seis libros publicados, de los cuales se han publicado cuatro en español: El valor de Tigre, Las trampas del Mono,Las astucias de la Serpiente y Los secretos de la Grulla. Los otros dos, publicados en inglés, el Águila (la historia de Ying) y el Ratón (llamadoMantis en Reino Unido y Australia, posiblemente sobre Tonglong). El autor espera publicar para el año que viene el último título de la colección, el Dragón.

## Argumento
La historia relata los acontecimientos que sufren en torno a cinco jóvenes chicos monjes que tienen nombres cantoneses, pese estar en una región donde se habla mandarín: Fu (Tigre), Malao (Mono), Seh (Serpiente), Hok (Grulla) y Long (Dragón). Todos son niños huérfanos del templo Cangzhen, una filial del templo Shaolin. 
Cada chico practica un kung-fu de diferente estilo, acorde con su nombre: (Kung Fu del Tigre, Kung Fu del Mono, Kung Fu de la Serpiente, Kung Fu de la Grulla, y Kung Fu del Dragón, respectivemente). Se divide en 7 libros, conectados entre sí por el protagonista de cada uno.
1. El valor del Tigre (Fu)
2. Las trampas del Mono (Malao)
3. Las astucias de la Serpiente (Seh)
4. Los secretos de la Grulla (Hok)

## Curiosidades
- Se han vendido más de 5.000.000 copias en todo el mundo, y ha sido traducido en 12 idiomas.
- Existen versiones en audio, pero solo en inglés y alemán.
- Nikelodeon ha comprado los derechos para hacer una película.